# ریزموش صورت‌راه‌راه
ریزموش صورت‌راه‌راه (نام علمی: Sminthopsis macroura) نام یک گونه از سرده ریزموش‌ها است.